# Record Mirror
Record Mirror — британский музыкальный еженедельник, основанный Исадором Грином (англ. Isadore Green) в 1953 году — через год после открытия New Musical Express. Record Mirror не приближался по тиражам и уровню авторитета к ведущим британским рок-изданиям, но в конце 1960-х — начале 1970-х годов имел стабильную аудиторию, куда входили не только любители поп-музыки, но и серьёзные коллекционеры пластинок. Считалось, кроме того, что RM — самый непредсказуемый из конкурировавших еженедельников (Melody Maker, NME, Sounds, Disc and Music Echo).
Самый первый британский хит-парад альбомов был опубликован в Record Mirror в 1956 году. Именно здесь в начале 1960-х годов появились первые сообщения о The Beatles, Rolling Stones, The Searchers, The Who, The Kinks. Билл Харри, основатель и главный редактор влиятельной ливерпульской газеты Mersey Beat, был приглашен в Record Mirror, чтобы вести колонку посвященную местной сцене, после чего здесь стали появляться аналогичные репортажи из Бирмингема, Манчестера, Ньюкасла, Шеффилда и других музыкальных центров Британии. Record Mirror, кроме того, активно поддерживал чёрный американский ритм-энд-блюз, а также регулярно печатал статьи о классике рок-н-ролла.
В числе известных музыкальных журналистов, печатавшихся здесь в 60-х годах, были Грэм Эндрюс, Дерек Болвуд, Терри Чеппелл, Лон Годдард, Дэвид Гриффитс, Тони Холл, Валери Мэббс, Барри Мэй, Алан Стинтон. Фотоотделом здесь заправлял Дезо Хоффманн (англ. Dezo Hoffmann), с которым сотрудничали Билл Уильямс, Эйлин Маллори, Алан Массер и др.
В 1980-х годах еженедельник был единственным в Британии музыкальным изданием, печатавшим официальные чарты — как альбомные, так и сингловые. В 1982 году Record Mirror изменил формат на глянцевый (став своего рода дублёром Smash Hits), но в апреле 1991 года прекратил своё существование — на той же неделе, что и Sounds. В последние годы своего существования еженедельник попытался отойти от традиционного поп-формата в сторону нарождавшейся рейв- и эйсид-сцены. Некоторое время Record Mirror продолжал выходить в качестве 4-страничного приложения к Music Week: основное содержание его составляли чарты, причём в основном танцевальные — впоследствии они полностью перешли в Music Week.